# جائزة سان مارينو الكبرى 1983
جائزة سان مارينو الكبرى 1983 هو سباق فورمولا 1 أقيم بتاريخ 1 مايو 1983 في حلبة إنزو دينو فيراري، إيمولا، إميليا-رومانيا، إيطاليا. كان الرابع من أصل 15 في بطولة العالم لسباقات الفورمولا واحد موسم 1983. حلّ الفرنسي باتريك تامباي أولا بينما جاء الفرنسي ألن بروست في المركز الثاني وحصل على المركز الثالث الفرنسي رينيه أرنو.